# 溫哥華教育局

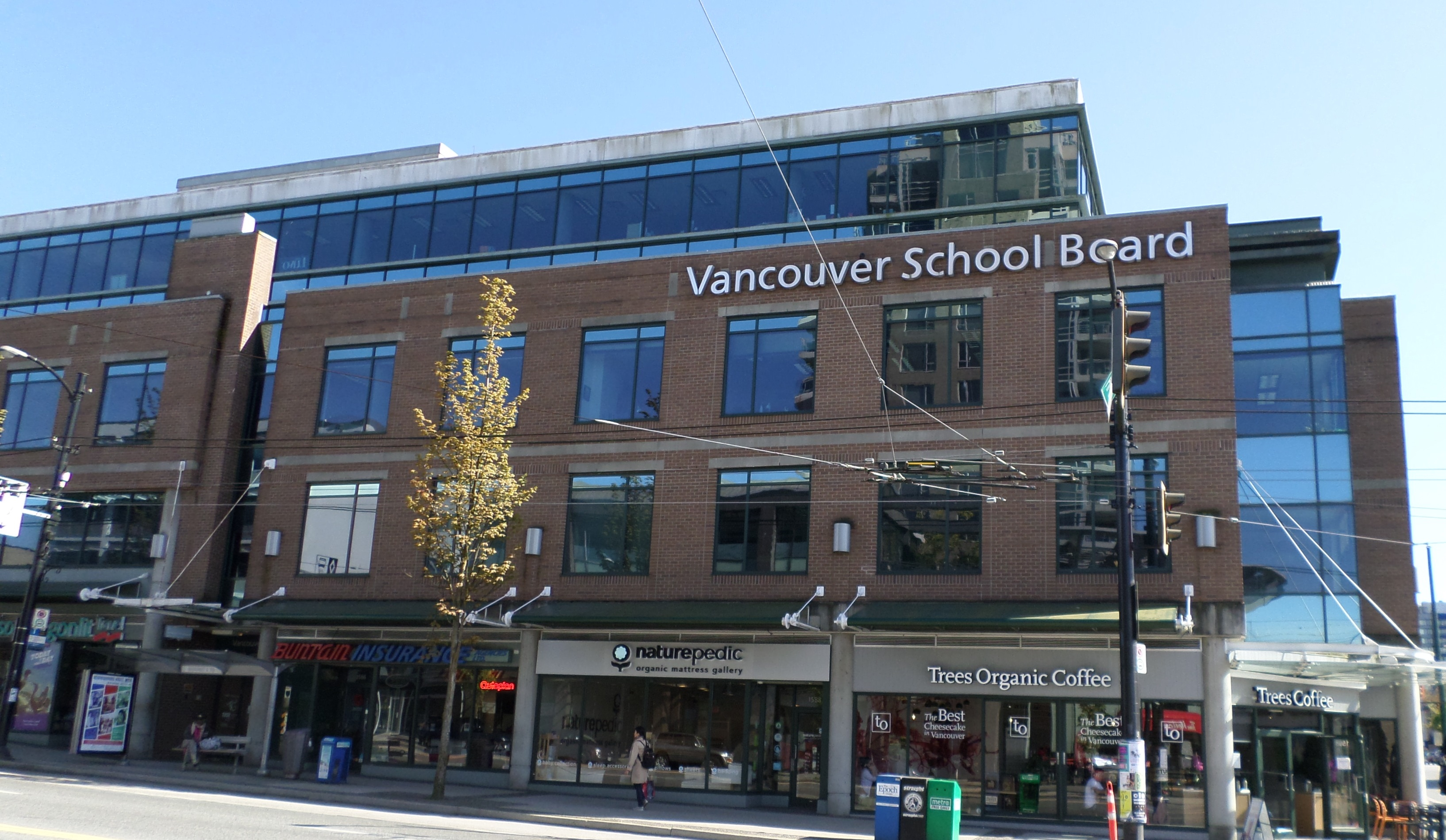
溫哥華教育局總部

溫哥華教育局（簡稱VSB），又作39號校區（School District 39）或溫哥華學校局，是總部位於加拿大卑詩省溫哥華的公立教育機構。除了溫哥華市之外，VSB的招生範圍也包括大學保留地。VSB營運74間小学和18間中学，学生人數達56,000人（31,000名小学生和25,000名中学生）。
VSB的決策機構為溫哥華學務委員會（Vancouver Board of Education），由九名民選學務委員（trustee）組成。學務委員選舉每三年與溫哥華市長、市議會和公園局選舉同時舉行；大學保留地的居民可在VSB學務委員選舉中投票。